# Suramericano de Natación de 2004 - 50 m. Libre Femenino
La prueba de 50 m libre femenino del campeonato sudamericano de natación de 2004 se realizó el 28 de marzo de 2004, el cuarto y último día de competencias del campeonato. Tres nadadoras lograron la marca mínima clasificatoria para los Juegos Olímpicos de Atenas 2004.

## Resultados
| Posición | Carril | Nadador           | Tiempo           |
| -------- | ------ | ----------------- | ---------------- |
| 1        | 5      | Flavia Cazziolato | 25.39. RC RS MCO |
| 2        | 4      | Rebeca Gusmao     | 25.74. MCO       |
| 3        | 3      | Manuela Morano    | 26.77. MCO       |
| 4        | 6      | Yamile Bahamonde  | 27.00.           |
| 5        | 7      | Diana Lopez       | 27.15.           |
| 6        | 8      | Ximena Mascia     | 27.62.           |
| 7        | 2      | Ximena Vilar      | 27.95.           |
| 8        | 1      | Larissa Kcomt     | 28.09.           |

- RC:Récord de Campeonato.
- RS:Récord Sudamericano
- MCO: Marca Clasificatoria a Olímpicos.